# Yasak
Yasak è un brano di Emre Altuğ,nel İbret-i Alem.